# Kolcopiórki
Kolcopiórki (Dasyornithidae) – monotypowa rodzina małych, skrytych ptaków z podrzędu śpiewających (Oscines) w obrębie rzędu wróblowych (Passeriformes), wyodrębniona z Acanthizidae. Występują w południowo-zachodniej, południowo-wschodniej i wschodniej Australii. Czasami są zaliczane do jednej rodziny z lamparcikami i buszówkowatymi.

## Charakterystyka
Wszystkie gatunki charakteryzują się skromnym, brązowo-szarym upierzeniem i długim ogonem o zaokrąglonym końcu. Długość ciała 17–25 cm; masa ciała 26–77 g. Zasiedlają nadbrzeżne zarośla. Występują daleko od siebie, co sugeruje, że kiedyś ich obszar był znacznie większy. Jeden z nich, kolcopiórek mały, został reintrodukowany do południowo-zachodniej Australii. Ten gatunek oraz kolcopiórek rudy są zagrożone wyginięciem wskutek intensywnej zabudowy na obszarze ich występowania.
Kolcopiórki są skryte i płochliwe. Zjadają głównie bezkręgowce. Większość czasu spędzają chodząc lub skacząc po ziemi między niskimi roślinami i kępkami trawy. Zazwyczaj ich obecność można stwierdzić jedynie na podstawie przenikliwego, acz melodyjnego śpiewu i ostrych głosów porozumiewawczych. Nieczęsto przelatują więcej niż 20 m. Mało wiadomo na temat ich zwyczajów lęgowych. Budują z traw i patyków kuliste albo kopulaste gniazda i składają prawie zawsze 2 jaja.

## Systematyka

### Etymologia
- Dasyornis (Dasiornis): gr. δασυς dasus „włochaty, kudłaty”; ορνις ornis, ορνιθος ornithos „ptak”[14].
- Sphenura: gr. σφην sphēn, σφηνος sphēnos „klin”; ουρα oura „ogon”[15]. Gatunek typowy: Turdus brachypterus Latham, 1801.
- Sittina: gr. σιττη sittē „ptak przypominający dzięcioła”[16].
- Maccoyornis: prof. Sir Frederick McCoy (1823–1899), irlandzki geolog, założyciel Melbourne Museum; gr. ορνις ornis, ορνιθος ornithos „ptak”[17]. Gatunek typowy: Sphenura broadbenti McCoy, 1867.

### Podział systematyczny
Do rodziny należy jeden rodzaj z trzema występującymi współcześnie gatunkami:
- Dasyornis broadbenti (McCoy, 1867) – kolcopiórek rudy
- Dasyornis brachypterus (Latham, 1801) – kolcopiórek brązowy
- Dasyornis longirostris Gould, 1841 – kolcopiórek mały

Opisano również gatunek wymarły z miocenu dzisiejszej Australii:
- Dasyornis walterbolesi Nguyen, 2019